# In Danger's Path
In Danger's Path (o The Hazards of Helen (33): In Danger's Path) è un cortometraggio muto del 1915 diretto da J.P. McGowan. È il trentatreesimo episodio di The Hazards of Helen, un serial prodotto dalla Kalem Company che, con i suoi 119 episodi, è entrato nella storia del cinema come il più lungo serial del cinema muto.

## Trama
Helen, telegrafista che lavora presso la linea ferroviaria, viene sequestrata e rinchiusa in un vagone da due loschi figuri. Nel vagone, una cella frigorifera, l'intraprendente ragazza usa un gancio da macellaio per evadere: salita sul tetto, riuscirà ad evitare uno scontro tra due treni.

## Produzione
Il film fu prodotto dalla Kalem Company.

## Distribuzione
Distribuito dalla General Film Company, il film - un cortometraggio in una bobina - uscì nelle sale cinematografiche USA il 26 giugno 1915. Copia della pellicola è ancora esistente e viene distribuita dalla Silent Hall of Fame.